# 圣艾蒂安德塞尔
圣艾蒂安德塞尔（法語：Saint-Étienne-de-Serre，法語發音：[sɛ̃.t‿etjɛn də sɛʁ]）是法国阿尔代什省的一个市镇，属于普里瓦区。

## 地理
圣艾蒂安德塞尔（44°48'5"N, 4°32'26"E）面积16.52 平方千米，位于法国奥弗涅-罗讷-阿尔卑斯大区阿尔代什省，该省份为法国东南部内陆省份，北起顺时针与卢瓦尔省、伊泽尔省、德龙省、沃克吕兹省、加尔省、洛泽尔省和上盧瓦爾省接壤。
与圣艾蒂安德塞尔接壤的市镇（或旧市镇、城区）包括：阿茹、克雷塞耶、格吕拉斯、伊萨穆朗、普朗勒、圣皮埃尔维尔、圣索沃尔德蒙塔居。

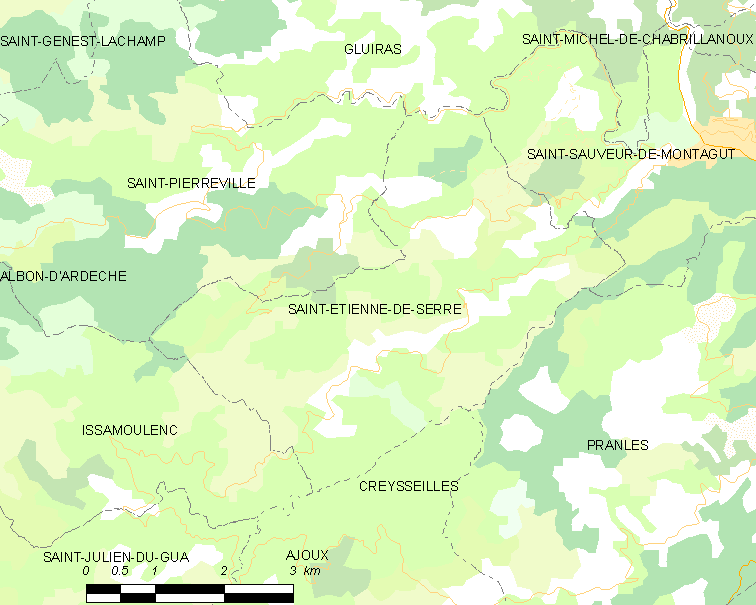
圣艾蒂安德塞尔的OSM定位图

圣艾蒂安德塞尔的时区为UTC+01:00、UTC+02:00（夏令时）。

## 行政
圣艾蒂安德塞尔的邮政编码为07190，INSEE市镇编码为07233。

## 政治
圣艾蒂安德塞尔所属的省级选区为上埃里约县。

## 人口

1962-2008年间圣艾蒂安德塞尔人口变化图示

圣艾蒂安德塞尔于2022年1月1日时的人口数量为217人。